# 菅沼荣治
菅沼荣治是日本スタジオゑびす旗下的男性動畫師、动画人物设计师、动画导演、演出家。妻子菊地洋子同样是动画从业者。

## 参与作品

### 电视动画
- 機器勇士 （1986 - 1987年）作画导演
- 冒險少女娜汀亞 （1990 - 1991年）原画
- NG骑士柠檬汽水&40 （1990 - 1991年）作画导演
- 神秘的世界 （1995年）OP1演出
- 魔法少女砂沙美 （1996 - 1997年）OP分镜・演出・原画
- EAT-MAN （1997年）原画
- VIRUS （1997年）原画
- 机器人播音员MAICO 2010 （1998年）OP作画导演
- 玲音 （1998年）原画
- SHADOW SKILL -影技- （1998年）原画
- 吹波糖危機2040 （1998 - 1999年）OP分镜・演出・原画
- 亞克傳承2 （1999年）原画
- D4公主 （1999年）分镜・演出・作画导演
- 平行世界物语幻象战士 （1999年）原画
- 銀裝騎攻Ordian （2000年）画コンテ・演出
- 花右京女侍隊 （2001年）分镜・演出・作画导演・原画
- 風まかせ月影蘭 （2002年）原画
- 拜托了老师 （2002年）分镜
- 笑園漫畫大王 （2002年）原画
- 超齡細公主 （2002 - 2003年）作画导演
- .hack//黃昏的腕輪傳說 （2003年）OPED原画
- 廢棄公主 （2003年）原画
- 拜托了双子星 （2003年）分镜・演出・原画
- Get Ride! アムドライバー （2004 - 2005年）角色设计
- 幸運女神 （2005年）原画
- 備長炭_(漫畫) （2006年）分镜・演出・作画导演
- 南瓜剪刀（2006年）作画导演
- 天元突破紅蓮螺巖 （2007年）原画
- CODE-E （2007年）機械設計
- 萌少女的恋爱时光 （2007年）导演
- 吸血鬼騎士 （2008年）作画导演
- Mission-E （2008年）機械設計
- 輕聲密語 （2009年）导演・分镜
- 我的妹妹哪有這麼可愛！ （2010年）包装设计
- 亞斯塔蘿黛的後宮玩具 （2011年）OP分镜・演出・原画
- 純白交響曲 （2011年）导演
- 黑色嘉年華 （2013年）导演・概念企劃・分鏡
- 佛朗明哥武士 （2013年）分鏡・原畫
- 無頭騎士異聞錄 DuRaRaRa!!×2 承 （2015年）分鏡・演出
- 無頭騎士異聞錄 DuRaRaRa!!×2 結 （2016年）分鏡
- B-PROJECT～鼓動＊Ambitious～ （2016年）导演
- 夏目友人帳 伍 （2016年）作畫監督協力、原畫
- 夏目友人帳 陸 （2017年）分鏡
- LORD of VERMILION 紅蓮之王 （2018年）导演
- Pet 思維覆寫 （2020年）分鏡・演出
- 黃金神威 第三季（2020年）分鏡
- 魯邦三世 第6部 （2021年）导演

### OVA
- THE八犬伝 （1990 - 1991年）原画
- 風暴戰士ORGUN3 決戦編 （1992年）原画
- 万能文化猫娘（1993年）作画导演
- 精霊使い （1995年）原画
- 神秘的世界 （1995年）OP演出
- Ninja者 （1996年）原案・导演・角色设计 ※初次导演的作品
- 非常偶像Key （1996年）原画
- 海底嬌娃藍華 （1997 - 1999年）原画
- フォトン （1997 - 1999年）Special Thanks
- R.O.D_-READ_OR_DIE- （2001 - 2002年）メカニックデザイン・メカニック作画导演
- 飛越顛峰2 （2004 - 2006年）原画
- 萌少女的恋爱时光 （2009年）导演
- 幸運女神 （2011年）OP原画

### 电影
- 機動警察 東京毀滅戰（1989年）原画
- 機動警察 和平保衛戰（1993年）原画
- 餓狼傳説 -THE MOTION PICTURE- （1994年）原画
- MAZE☆爆熱時空 天変脅威の大巨人（1998年）キャラクターデザイン・作画監督・原作イラスト・その他
- 百变小樱剧场版：被封印的卡片（2000年）原画
- TSUBASA翼劇場版 （2005年）原画
- 銀髮阿基德（2006年）原画
- 福音戰士新劇場版：序（2007年）原画
- 你看起來很好吃（2010年）原画

### 轻小说
- NG骑士柠檬汽水&40（1991年 - 全3巻、外传3巻）插图
- MAZE☆爆熱時空（1993年 - 全9巻、外传4巻）插图